# 반선호
반선호(潘銑浩, 1984년 12월 5일, 부산광역시 ~ )은 대한민국의 제7대 부산광역시 남구의원이었다.

## 생애
1984년 12월 5일 부산에서 태어났으며 부산 금강초등학교와 거제 고현중학교, 거제 중앙고등학교를 졸업했다. 부산외국어대학교 총학생회장을 거쳐 2011년, 당시 야인이었던 학교 선배 박재호 후보를 만나 정계에 입문했다. 2012년 총선과 2012년 대선을 함께 치르고 박재호 후보에게 능력을 인정받아 2014년 제6회 전국동시지방선거에서 부산 남구 구의원 선거에 출마하여 당선되었다. 이후 2017년 제19대 대통령 선거에서 더불어민주당 문재인 후보 국민주권부산선거대책위원회 수석부대변인을 역임했다. 2020년에 열린 2020년 재보궐선거에서 부산 남구 시의원 보궐선거에 출마를 선언하고 나섰으나 낙선하였다.

## 학력
- 1991.03 ~ 1997.02 금강초등학교 졸업
- 1997.03 ~ 2000.02 거제고현중학교 졸업
- 2000.03 ~ 2003.02 거제중앙고등학교 졸업
- 2003.03 ~ 2011.02 부산외국어대학교 회계세무행정학과 학사 졸업

## 경력
- 육군 병장 만기전역
- 2010 ~ 2011 부산외국어대학교 총학생회 회장
- 민주당 부산시당 부대변인
- 2014.07 ~ 2018.06 제7대 부산광역시 남구의회 의원
- 2014.07 ~ 2016.07 제7대 부산광역시 남구의회 전반기 총무위원회 위원
- 2014.07 ~ 2016.07 제7대 부산광역시 남구의회 전반기 운영위원회 위원
- 2014.07 ~ 2016.07 제7대 부산광역시 남구의회 전반기 예산결산특별위원회 위원
- 2016.07 ~ 2018.06 제7대 부산광역시 남구의회 후반기 총무위원회 위원
- 2016.07 ~ 2018.06 제7대 부산광역시 남구의회 후반기 운영위원회 위원
- 더불어민주당 전국청년위원회 부위원장
- 2017 문재인 대통령 후보 국민주권부산선거대책위원회 수석부대변인
- 2018.11 ~ 2020.08 박재호 국회의원 정무특별보좌관
- 2020.08 ~ 2021.05 더불어민주당 부산시당 조직국장
- 2021.05 ~ 2022.05 국무총리실 민정실 사무관
- 2022.07 ~ 제9대 부산광역시의회 비례대표 의원
  - 제9대 부산광역시의회 운영위원회 위원
  - 제9대 부산광역시의회 전반기 기획재경위원회 위원
  - 제9대 부산광역시의회 간행물편찬위원회 위원
  - 제9대 부산광역시 산하 공공기관장후보자인사검증특별위원회 위원

## 역대 선거 결과
|  | 27.92% |

|  | 44.76% |

|  | 33.38% |